# Плазмохимический синтез нанопорошков
Плазмохимический синтез нанопорошков (англ. plasma chemical technique) — химический метод получения высокодисперсных порошков нитридов, карбидов, боридов и оксидов, заключающийся в протекании реакции в низкотемпературной плазме вдали от равновесия при высокой скорости образования зародышей новой фазы и малой скорости их роста.

## Описание
В плазмохимическом синтезе используется низкотемпературная (4000-8000 K) азотная, аммиачная, углеводородная, аргоновая плазма дугового, тлеющего, высоко- или сверхвысокочастотного разрядов; в качестве исходного сырья применяют элементы, их галогениды и другие соединения. Характеристики получаемых порошков зависят от используемого сырья, технологии синтеза и типа реактора. Частицы плазмохимических порошков имеют размеры от 10 до 100-200 нм и более. Плазмохимический синтез обеспечивает высокие скорости образования и конденсации соединения и отличается достаточно высокой производительностью. Главные недостатки плазмохимического синтеза - широкое распределение частиц по размерам и низкая селективность процесса, а также высокое содержание примесей в порошке. Порошки с малым содержанием примесей получают в безэлектродных высокочастотных и СВЧ- плазменных реакторах.
На первом этапе плазмохимического синтеза образуются активные частицы-реагенты, затем в результате закалки выделяются продукты взаимодействия. Выбор места и скорости закалки позволяет получить порошки с заданными составом, формой и размером частиц в пределах от 10 до 100 нм. Интенсивное охлаждение тормозит рост частиц и увеличивает скорость образования зародышей конденсированной фазы.
Плазмохимический метод используется для получения порошков металлов восстановлением хлоридов металлов водородом в аргоновой электродуговой плазме.